# Сет Стівенс-Девідовіц
Сет Айзек Стівенс-Девідовіц (англ. Seth Stephens-Davidowitz; нар. 15 вересня 1982) — американський фахівець із даних, економіст і письменник. Він працював у New York Times, був спеціалістом із обробки даних у Google, а також запрошеним лектором у Wharton School Університету Пенсільванії. Він опублікував дослідження, використовуючи дані пошуку Google Trends, а також дані з Вікіпедії та Facebook, щоб отримати в реальному часі інформацію про думки та переконання людей, які вони, можливо, не бажають визнавати публічно.
Його книга Everybody Lies була опублікована HarperCollins у 2017 році (український переклад: 2018). Згодом книга стала бестселером New York Times і була названа книгою року PBS NewsHour і Economist.

## Біографія
Стівенс-Девідовіц народився 15 вересня 1982 року в Енглвуді, штат Нью-Джерсі в єврейській родині як син Естер Давідовіц і Мітчелла Стівенса. Виріс у Альпайн, штат Нью-Джерсі, і відвідував середню школу Tenafly у Тенафлі, яку закінчив у 1999 році Здобув ступінь бакалавра філософії в Стенфордському університеті, перш ніж вступити до Гарвардського університету, де отримав ступінь доктора філософії з економіки у 2013 р.

## «Усі брешуть»
Книга «Усі брешуть» була опублікована HarperCollins у 2017 році. Книга отримала кілька оглядів та інших рецензій, була бестселером New York Times і була названа книга року як за версією PBS NewsHour, так і за версією Economist.
Головна тема книги полягає в тому, що люди не так чесно говорять про свою справжню природу, відповідаючи на стандартні анкети, як під час пошуку в Інтернеті, оскільки припускають, що пошук є приватною діяльністю. Особливої уваги заслуговує емпіричний розділ, Розділ 4: Сироватка цифрової правди, отриманий на основі обширного аналізу великих даних історії пошуку в пошукових системах (насамперед Google) на делікатні теми, такі як упередження, насильство та сексуальність. Решта книги розглядає дотичні питання методології, епістемології та моральної філософії.

## Переклади українською
- Сет Стівенс-Давідовіц. Усі брешуть, але інтернет знає твої думки. Пер. Олексія Чупи. — Київ: видавництво K.Fund, 2018.